# Myrcia florida
Myrcia florida är en myrtenväxtart som beskrevs av Lem.. Myrcia florida ingår i släktet Myrcia och familjen myrtenväxter. Inga underarter finns listade i Catalogue of Life.